# Andrew Edmiston

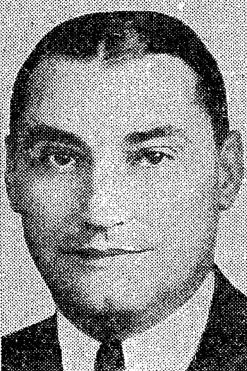
Andrew Edmiston Jr. 1936

Andrew Edmiston Jr. (* 13. November 1892 in Weston, Lewis County, West Virginia; † 28. August 1966 ebenda) war ein US-amerikanischer Politiker. Zwischen 1933 und 1943 vertrat er den dritten Wahlbezirk des Bundesstaates West Virginia im US-Repräsentantenhaus.

## Werdegang
Andrew Edmiston besuchte die Friends Select School in Washington, das Kentucky Military Institute in Lyndon und danach die West Virginia University in Morgantown. Zwischen 1915 und 1917 arbeitete er in der Landwirtschaft. Während des Ersten Weltkrieges war Edmiston als Leutnant der US-Armee eingesetzt. Für seine militärischen Leistungen wurde er mit zahlreichen Orden ausgezeichnet. Nach dem Krieg war Edmiston von 1920 bis 1935 Herausgeber der Zeitung "Weston Democrat". Seit 1925 war er auch an der Herstellung von Glas beteiligt. Er war Mitglied der Demokratischen Partei und amtierte von 1924 bis 1926 als Bürgermeister von Weston. In den Jahren 1928 und 1952 war Edmiston Delegierter zu den jeweiligen Democratic National Conventions. Von 1928 bis 1932 war er Parteivorsitzender in West Virginia.
Nach dem Tod des Kongressabgeordneten Lynn Hornor im Jahr 1933 wurde er bei der notwendig gewordenen Nachwahl im dritten Distrikt von West Virginia zu dessen Nachfolger im US-Repräsentantenhaus in Washington gewählt. Nach mehreren Wiederwahlen konnte er zwischen dem 28. November 1933 und dem 3. Januar 1943 im Kongress verbleiben. In dieser Zeit wurden die meisten der New-Deal-Gesetze der Regierung unter Präsident Franklin D. Roosevelt verabschiedet. Seit Dezember 1941 standen dann die Ereignisse des Zweiten Weltkrieges im Vordergrund. Bei den Wahlen des Jahres 1942 verlor Andrew Edmiston gegen Edward G. Rohrbough.
Zwischen 1943 und 1945 war er Leiter der Behörde, die für den kriegsbedingten Personalbedarf (War Manpower) in West Virginia zuständig war. Danach zog er sich aus der Politik zurück und widmete sich wieder seinen privaten Geschäften. Andrew Edmiston starb am 28. August 1966 in seinem Geburtsort Weston.